# Luka Vušković
Luka Vušković (* 24. Februar 2007 in Split) ist ein kroatischer Fußballspieler. Der Innenverteidiger steht seit Juli 2025 bei Tottenham Hotspur unter Vertrag. Er debütierte im Alter von 16 Jahren und 2 Tagen in der 1. HNL und ist damit neben Marko Dabro der jüngste Spieler der Ligageschichte.

## Karriere

### Im Verein
Vušković spielt seit seiner Kindheit in der Jugend von Hajduk Split. Im September 2022 spielte der Innenverteidiger im Alter von 15 Jahren, sechs Monaten und 19 Tagen erstmals für die A-Junioren (U19) in der UEFA Youth League und wurde damit zum jüngsten kroatischen Spieler in diesem Wettbewerb; knapp drei Wochen später wurde er zudem zum jüngsten kroatischen Torschützen in der UEFA Youth League. Zudem kam er im September 2022 unter dem Cheftrainer Mislav Karoglan in einem Testspiel der Profis gegen den Zweitligisten NK Urania Baška Voda zum Einsatz. Seither nahm Vušković regelmäßig am Training der Profis teil.
An seinem 16. Geburtstag am 24. Februar 2023 unterschrieb Vušković einen Profivertrag bis zum 30. Juni 2026. Zwei Tage später debütierte er unter Karoglans Nachfolger Ivan Leko in der 1. HNL, als er bei einer 0:4-Niederlage gegen Dinamo Zagreb über die volle Spielzeit zum Einsatz kam und damit gemeinsam mit Marko Dabro zum jüngsten Spieler der Ligageschichte wurde. Drei weitere Tage später erzielte er im Pokal beim 2:1-Viertelfinalsieg gegen den Ligakonkurrenten NK Osijek sein erstes Tor und wurde damit zum jüngsten Torschützen der Vereinsgeschichte. Am Ende der Saison 2022/23 standen für ihn acht Ligaspiele (siebenmal Startelf) zu Buche. Zum Pokalsieg steuerte er in drei Einsätzen erwähnten Treffer bei. Mit der U19 erreichte der Innenverteidiger in der UEFA Youth League das Finale, das gegen AZ Alkmaar verloren wurde.
Nachdem Vušković in der laufenden Saison 2023/24 nicht für die Profimannschaft zum Einsatz gekommen war, wurde er Ende Januar 2024 bis zum Saisonende an den polnischen Erstligisten Radomiak Radom ausgeliehen. Dort kam der Kroate auf 14 Ligaeinsätze (zwölfmal in der Startelf), in denen er drei Tore erzielte.
Vor der Saison 2024/25 wurde der 17-Jährige an den belgischen Erstligisten KVC Westerlo weiterverliehen. Dort bestritt er 36 von 40 möglichen Ligaspielen, in denen er sieben Tore schoss.
Zur Saison 2025/26 wechselte Vušković in die Premier League zu Tottenham Hotspur. Er unterschrieb bereits Ende September 2023 im Alter von 16 Jahren einen Vertrag bis zum 30. Juni 2030.

### In der Nationalmannschaft
Vušković kam im Mai 2021 in 3 Testspielen der kroatischen U15-Nationalmannschaft zum Einsatz. Von April bis Mai 2022 folgten drei Einsätze in der U16. Im Oktober 2022 debütierte der 15-Jährige im Rahmen der Qualifikation zur U17-Europameisterschaft 2023 in der U17. Bis Februar 2023 absolvierte er insgesamt fünf Spiele, ehe im November 2023 im Alter von 16 Jahren das Debüt in der U19 erfolgte.
Im September 2024 debütierte Vušković im Rahmen der Qualifikation zur U21-Europameisterschaft 2025 im Alter von 17 Jahren in der U21-Nationalmannschaft. Nach fünf weiteren Einsätzen, in denen er ein Tor erzielte, debütierte er am 9. Juni 2025 unter Zlatko Dalić in der A-Nationalmannschaft, er als bei einem 5:1-Sieg gegen Tschechien in der Qualifikation zur Weltmeisterschaft 2026 kurz vor dem Spielende eingewechselt wurde. Vušković wurde damit im Alter von 18 Jahren und 105 Tagen nach Alen Halilović (16 Jahre und 357 Tage) und Luka Ivanušec (18 Jahre und 46 Tage) zum bis dahin drittjüngsten kroatischen Nationalspieler.

## Titel
- Kroatischer Pokalsieger: 2023 (Hajduk Split)

## Familie
Sein Urgroßvater Marko Vušković spielte während des Zweiten Weltkriegs ebenfalls für Hajduk Split. Sein Großvater Mario Vušković (1953–1985) spielte für Hajduk Split, die Go Ahead Eagles Deventer, den SC Heerenveen und den NK Omiš. Er starb 1985 in Omiš bei einem Autounfall. Sein Vater ist Daniel Vušković (* 1981), der für zahlreiche kroatische Vereine, u. a. Hajduk Split, aktiv war. Sein älterer Bruder Mario Vušković (* 2001) und sein Cousin Moreno Vušković (* 2003) sind ebenfalls Fußballspieler.